# Clubiona pomoa
Clubiona pomoa este o specie de păianjeni din genul Clubiona, familia Clubionidae, descrisă de Gertsch, 1941. Conform Catalogue of Life specia Clubiona pomoa nu are subspecii cunoscute.